# Чемпіонат світу з легкої атлетики 2019 — метання списа (чоловіки)

Найкраща спроба переможця

Змагання з метання списа серед чоловіків на Чемпіонаті світу з легкої атлетики 2019 у Досі проходили 5-6 жовтня на стадіоні «Халіфа».

## Напередодні старту
На початок змагань основні рекордні результати були такими:
| WR | Ян Железний (CZE) | 98,48 | Єна      | 25 травня 1996 |
| CR | Ян Железний (CZE) | 92,80 | Едмонтон | 12 серпня 2001 |
| WL | Магнус Кірт (EST) | 90,61 | Куортане | 22 червня 2019 |

Явного фаворита на чемпіонство у метанні списа в Досі на вбачалось. На п'яти стартах Діамантової ліги в сезоні перемогу здобули четверо різних спортсменів. Чинний чемпіон світу німець Йоганнес Феттер, після двомісячної паузи, яку він взяв у червні через травму, зміг підійти до чемпіонату в гарній формі з кидком за 90 метрів в активі (90,03).

## Результати

### Кваліфікація
Найкращий результат за підсумками кваліфікації показав Йоганнес Феттер (89,35). Умовою проходження до фіналу було метання на 84,00 м або входження до 12 найкращих за результатом атлетів у обох групах кваліфікації.

### Фінал
У фіналі перемогу несподівано здобув представник Гренади Андерсон Пітерс.
| Місце | Атлет                    | #1    | #2    | #3    | #4    | #5    | #6    | Результат | Примітки |
| ----- | ------------------------ | ----- | ----- | ----- | ----- | ----- | ----- | --------- | -------- |
| 1     | Андерсон Пітерс (GRD)    | 86,69 | 81,26 | 79,82 | 86,89 | 84,59 | 83,63 | 86,89     |          |
| 2     | Магнус Кірт (EST)        | 83,95 | 86,21 | 85,17 | 85,90 | х     | r     | 86,21     |          |
| 3     | Йоганнес Феттер (GER)    | х     | 85,37 | 82,51 | х     | 82,29 | х     | 85,37     |          |
| 4     | Лассі Етелятало (FIN)    | 72,22 | 77,92 | 82,49 | 74,62 | х     | 74,63 | 82,49     |          |
| 5     | Якуб Вадлейх (CZE)       | 77,32 | 81,98 | 82,19 | 77,36 | х     | х     | 82,19     |          |
| 6     | Юліан Вебер (GER)        | 81,20 | 81,26 | 80,80 | 79,43 | 79,46 | 73,58 | 81,26     |          |
| 7     | Марцин Круковський (POL) | 80,56 | 79,91 | х     | х     | х     | х     | 80,56     |          |
| 8     | Кім Амб (SWE)            | 78,93 | 80,42 | 78,51 | 75,71 | х     | х     | 80,42     |          |
| 9     | Норберт Рівас-Тот (HUN)  | 79,73 | 77,89 | 76,55 |       |       |       | 79,73     |          |
| 10    | Чен Чаоцунь (TPE)        | 74,74 | 77,51 | 77,99 |       |       |       | 77,99     |          |
| 11    | Кешорн Волкотт (TTO)     | 75,30 | 77,47 | х     |       |       |       | 77,47     |          |
| 12    | Джуліус Єго (KEN)        | х     | х     | х     |       |       |       | —         | NM       |